# ドストゥク駅
ドストゥク駅（カザフ語: Достық бекеті）またはドスティク駅はカザフスタンアルマトイ州ドストゥクにある、カザフスタン鉄道の駅。
駅名のドストゥクとはカザフ語で「友好」という意味である。ソ連時代の旧称はロシア語で「友好」という意味のドルジバ駅（ロシア語: Дружба）であった。

## 概要
1954年、アクトガイから延びてきたトルキスタン・シベリア鉄道の支線は、中華人民共和国との国境付近に到達。終着駅としてドルジバ駅が設置された。ドルジバ以降の線路の建設も計画されていたが、中ソ対立が深刻化したため中断。中国側の阿拉山口駅（北疆線）との連絡線が完成したのは、1990年に入ってからである。中国（標準軌）とカザフスタン（広軌）の間では軌間が異なるため、中国から来た列車はドルジバ駅で貨物の積み替え作業（台車の交換は旅客列車のみ）が行われる。カザフスタン側の貨車の多くは、ソ連時代に作られたバラ積みの貨車であること、また構内の機材が不足していたことから、1997年、日本の国際協力機構によりフォークリフト18台などが供与されている。

## 隣の駅
カザフスタン鉄道
アクトガイ - ドストゥク線
ラズエズドNo.19 - ドストゥク駅（ - 阿拉山口駅 ※北疆線に直通）